# Municipio de Clay (condado de Jones)
El municipio de Clay (en inglés: Clay Township) es un municipio ubicado en el condado de Jones en el estado estadounidense de Iowa. En el año 2010 tenía una población de 210 habitantes y una densidad poblacional de 2,25 personas por km².

## Geografía
El municipio de Clay se encuentra ubicado en las coordenadas 42°10′4″N 90°56′24″O / 42.16778, -90.94000. Según la Oficina del Censo de los Estados Unidos, el municipio tiene una superficie total de 93.42 km², de la cual 93,38 km² corresponden a tierra firme y (0,04 %) 0,04 km² es agua.

## Demografía
Según el censo de 2010, había 210 personas residiendo en el municipio de Clay. La densidad de población era de 2,25 hab./km². De los 210 habitantes, el municipio de Clay estaba compuesto por el 97,14 % blancos, el 2,38 % eran de otras razas y el 0,48 % eran de una mezcla de razas. Del total de la población el 2,38 % eran hispanos o latinos de cualquier raza.